# Sayapuram
Sayapuram (o Sayarpuram, Sawyerpuram) è una suddivisione dell'India, classificata come town panchayat, di 12.772 abitanti, situata nel distretto di Thoothukudi, nello stato federato del Tamil Nadu. In base al numero di abitanti la città rientra nella classe IV (da 10.000 a 19.999 persone).

## Geografia fisica
La città è situata a 8° 40' 60 N e 78° 1' 0 E e ha un'altitudine di 16 m s.l.m..

## Società

### Evoluzione demografica
Al censimento del 2001 la popolazione di Sayapuram assommava a 12.772 persone, delle quali 6.275 maschi e 6.497 femmine. I bambini di età inferiore o uguale ai sei anni assommavano a 1.367, dei quali 719 maschi e 648 femmine. Infine, coloro che erano in grado di saper almeno leggere e scrivere erano 10.201, dei quali 5.167 maschi e 5.034 femmine.